# Joseph Maiden

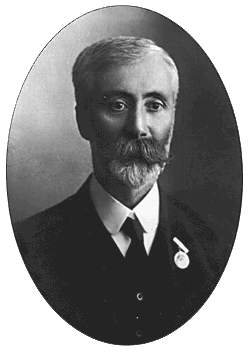
Joseph Maiden

Joseph Henry Maiden (* 25. April 1859 in St. John’s Wood bei London, Vereinigtes Königreich; † 16. November 1925 in Turramurra bei Sydney, New South Wales) war ein britisch-australischer Botaniker. Sein botanisches Autorenkürzel lautet „Maiden“.

## Frühe Jahre
Joseph Maiden wurde in St. John’s Wood nordwestlich von London als ältester Sohn des Porzellanhändlers und späteren Buchhalters Henry Maiden und seiner Frau Mary Elisabeth, geborene Wells, geboren. Er besuchte die „City of London Middle Class School“ und studierte nach seinem Schulabschluss Naturwissenschaften an der University of London, konnte seine Studien wegen seiner angeschlagenen Gesundheit jedoch nicht abschließen. Sein Arzt riet ihm zu einer langen Seereise, die er 1880 nach New South Wales unternahm.

## Berufsleben
1881 wurden Maiden zum Kurator des Technischen Museums in Sydney ernannt. Diese Stelle füllte er bis 1896 aus. Er interessierte sich sehr für einheimische Pflanzen und tat sich in der ersten Zeit bei seinen botanischen Studien mit Rev. William Woolls zusammen. Nachdem seine erste Pflanzensammlung 1882 beim Brand des „Garden Palace“ in der Nähe der königlichen botanischen Gärten zerstört worden war, baute er eine neue Sammlung auf, die in einer Ausstellungshalle in der „Outer Domain“, hinter dem Krankenhaus von Sydney, untergebracht wurde. Diese Sammlung bildete die Basis für sein erstes Buch, „Useful Native Plants of Australia“, das er 1899 veröffentlichte. Darin wies er auch darauf hin, dass er den Arbeiten von Ferdinand von Mueller, mit dem er in brieflichem Kontakt stand, viele seiner Erkenntnisse zu verdanken hatte.
1890 wurde er zum beratenden Botaniker im Landwirtschaftsministerium ernannt und 1894 zum Superintendent für technische Erziehung. 1896 wurde Maiden zum „Government Botanist“ ernannt und als Nachfolger von Charles Moore, einer seiner botanischen Mentoren, zum Direktor der Königlichen Botanischen Gärten in Sydney berufen. Sofort begann er mit der Erstellung des ersten Herbariums der Kolonie, eines Museums, einer Bibliothek und des ersten Kinderspielplatzes von Sydney.
Maiden wurde zur anerkannten Kapazität für Akazien und Eukalypten. Zu seinen weiteren Interessen gehörten die Verringerung der Sanderosion – wozu er für den Akazienanbau für die Gebereiindustrie warb – und der kommerzielle Anbau von Opuntien.

## Gesellschaftliches Engagement
Maiden war Generalsekretär der „(Royal) Geographic Society of Australasia“, hielt Vorlesungen in landwirtschaftlicher Botanik und Forstwirtschaft an der University of Sydney und war Sachwalter des „Rockwood Church of England Cemetery“. Er bekleidete Ämter in den „Royal and Linnean Societies of New South Wales“, der „(Royal) Australian Historical Society“, der „Wattle Day League“, der „Horicultural Society and Horticultural Association“, der „Field Naturalists’ Society“, der „Town Planning Association of New South Wales“ und der „Australasian Association for the Advancement of Science“.

## Späte Jahre
Joseph Maiden wurde 1924 pensioniert und starb am 16. November 1925 in Turramurra bei Sydney.

## Veröffentlichungen
1892 veröffentlichte Maiden die „Bibliography of Australian Economic Botany“. 1895 brachte er Band I von „The Flowering Plants and Ferns of New South Wales“ heraus, von dem im gleichen und den folgenden Jahren weitere Bände erschienen. Ein weiteres wichtiges Werk, die „Forest Flora of New South Wales“, wurde in Teilen zwischen 1904 und 1924 veröffentlicht und seine „Illustrations of New South Wales Plants“ erschienen ab 1907. 1909 veröffentlichte Maiden „Sir Joseph Banks, the „Father of Australia““. 1916 erschien sein zusammen mit Ernst Betche geschriebenes Buch „A Census of New South Wales Plants“ und 1920 der erste Teil von „The Weeds of New South Wales“.
Maiden veröffentlichte etwa 45 Schriften und sein achtbändiges Werk A Critical Revision of the Genus Eucalyptus galt über 50 Jahre lang als Standardwerk. Die britisch-australische Illustratorin und Lithografin Margaret Flockton fertigte Zeichnungen, Lithographien und farbige Skizzen an, darunter auch Vergrößerungen. Er veröffentlichte Beschreibungen vieler Spezies und sammelte Typusmaterial von vielen weiteren.

## Ehrungen
Acacia maidenii und Eucalyptus maidenii wurde nach Joseph Maiden benannt. Auch wurde er 1916 zum Mitglied des „Imperial Service Order“ ernannt. 1924 erhielt er die Clarke-Medaille der „Royal Society of New South Wales“ für seine herausragenden Leistungen in der Botanik.
Auch die Pflanzengattung Maidenia Rendle aus der Familie der Froschbissgewächse (Hydrocharitaceae) ist nach ihm benannt.

## Werke (Auswahl)
- The useful native plants of Australia. Sydney 1889 doi:10.5962/bhl.title.12190
- Wattles and wattle-barks, being hints on the conservation and cultivation of wattles, together with particulars of their value. 2. Auflage, Sydney 1891 doi:10.5962/bhl.title.25481
- Notes on the commercial timbers of New South Wales. Sydney 1895 doi:10.5962/bhl.title.54846
- A manual of the grasses of New South Wales. Sydney 1898 doi:10.5962/bhl.title.29072 doi:10.5962/bhl.title.53676 doi:10.5962/bhl.title.15648
- A critical revision of the genus Eucalyptus. Sydney 1903 doi:10.5962/bhl.title.46291
- Forestry: some practical notes on forestry suitable for New South Wales. Sydney 1908 doi:10.5962/bhl.title.19540
- Forestry handbook. Sydney 1915 – 1917 doi:10.5962/bhl.title.55253 doi:10.5962/bhl.title.21743
- The flora of the Northern Territory. Melbourne 1917 doi:10.5962/bhl.title.55251
- The botany of the Kimberleys, Northwest Australia. Perth 1918 doi:10.5962/bhl.title.55184
- The food of Australian birds. An investigation into the character of the stomach and crop contents. Sydney 1918 doi:10.5962/bhl.title.26676
- The weeds of New South Wales. Sydney 1920 doi:10.5962/bhl.title.18930